# Тармашев, Сергей Сергеевич
Серге́й Серге́евич Та́рмашев (род. 21 августа 1974) — российский писатель, пишущий книги в жанре фантастика (постапокалиптика) и фэнтези. Рос в гарнизонах в семье военного, окончил Суворовское училище. Офицер, служил в спецназе ГРУ, работал инструктором по рукопашному бою.

## Вымышленные миры

### «Древний»
Действие «Древнего» изначально происходит на планете Земля в 2111 году нашей эры с глобальной ядерной войны. Последующие серии книг вбирают в себя события нескольких эпох:
- выживание в Бункере;
- освоение Солнечной системы;
- выход на межрасовую арену и втягивание в сложившийся конфликт;
- развитие Содружества Людей под защитой барьеров и их снятие;
- масштабная война Людей и их союзников против враждебной формы паразитического космического разума, меняющая характер конкуренции между разными формами разумной жизни в Галактике.

Ряд сюжетных линий связан с главным героем саги по имени Алекс, позывной «Тринадцатый», который волею случая выжил в катастрофе и в будущем на многие века принимал непосредственное и опосредованное участие в жизни человечества.
С 2010 года рассматривалась возможность экранизации книг цикла «Древний», но затем автор смирился с тем, что это вряд ли кому-то удастся без серьезных изменений оригинального смысла, которые для него неприемлемы.
Серия «Древний: Предыстория» повествует о событиях очень далёкого прошлого, которые привели к тому, что в итоге тот, кого в мире «Древнего» знают как Алекс Тринадцатый, оказался свидетелем катастрофы на Земле и участником последующих событий. Повествование имеет межгалактический масштаб и охватывает столкновение интересов многих форм древней разумной жизни, в том числе вокруг Солнечной системы и прилегающего сектора космоса. Начиная с пятой книги, описывается эксперимент по приспособлению высокоразумных родов человечества к опасным физическим условиям космоса во время проживания в Солнечной системе и создание сети перемещений между союзными космическими расами разных галактик. По словам автора, «Предыстория» является развёрнутым ответом на множество вопросов читателей о происхождении Тринадцатого и о пересечениях между всеми сериями книг. Хронологически «Предыстория» раздвигает границы повествования до миллиона лет, так что её можно считать воплощением изначального авторского замысла.
Книги серии
1. «Древний: Катастрофа» (2008)
2. «Древний: Корпорация» (2008)
3. «Древний: Война» (2009)
4. «Древний: Вторжение» (2011)
5. «Древний: Расплата» (2011)
6. «Древний: Возрождение» (2012)
7. «Древний: Час воздаяния» (2012)
8. «Древний: Предыстория. Книга первая. Истоки» (2015)
9. «Древний: Предыстория. Книга вторая. Неразделимые» (2016)
10. «Древний: Предыстория. Книга третья. Непокорённые» (2016)
11. «Древний: Предыстория. Книга четвёртая. Во славу Мести» (2016)
12. «Древний: Предыстория. Книга пятая. Время сильных Духом» (2020)
13. «Древний: Предыстория. Книга шестая. Время Трёх Солнц» (2020)
14. «Древний: Предыстория. Книга седьмая. Опасная фаза» (2021)
15. «Древний: Предыстория. Книга восьмая. Предрассветный мрак» (2021)
16. «Древний: Предыстория. Книга девятая. Мирные Времена» (2021)

### «Ареал»
«Ареал» рассказывает об аномальной зоне, возникшей в Республике Коми после того, как туда упал метеорит — корабль иномерной формы жизни, занявшийся перестройкой ближнего участка земной биосферы под свои нужды. И о том, как и кто стал противодействовать этому. Серия сочетает жанры научной фантастики, детектива и шпионского боевика.
Книги серии
1. «Заражение» (2011)
2. «Цена алчности» (2011)
3. «Обречённые» (2011)
4. «Вычеркнутые из жизни» (2012)
5. «Государство в государстве» (2013)
6. «Умри красиво» (2013)
7. «Один в поле не воин» (2015)
8. «Что посеешь» (2016)

### «Тьма»
«Тьма» повествует о волшебном мире, появившемся на обломках старого, погибшего в ядерной войне. По словам автора, это любимый его мир, в котором тесно переплелись техника и магия, старый и новый мир, жизнь и смерть.
Книги серии
1. «Рассвет Тьмы» (2010)
2. «Сияние Тьмы» (2011)
3. «Закат Тьмы» (2014)
4. «Конец Тьмы» (2014)
5. «Месть Тьмы. Кровь за кровь» (2020)
6. «Месть Тьмы. Танец мести» (2021)

### «Наследие»
Цикл «Наследие» («Наследие» (2010), «Наследие 2» (2012)) продолжает постапокалиптическую тематику предыдущих книг и описывает мир после глобальной катастрофы, вызванной распространением генетически модифицированных организмов.

### «Холод»
Цикл «Холод» продолжает тематику постапокалипсиса и повествует о мире после начала нового ледникового периода.
Книги серии
1. «Неотвратимая гибель» (2013).
2. «Ледяная бесконечность» (2014)
3. «Студеное дыхание» (2014)

### Оюнсу
«Отель Оюнсу» (2013) — первое произведение автора в жанре ужасов, рассказывает об истории долины Оюнсу и населяющей её сущности.
«Экспедиция Оюнсу» (2018) — события, происходящие через шесть лет после окончания современной части «Отеля Оюнсу». Данная книга завершает цикл и открывает все тайны древнего зла.

### «Чистилище»
«Чистилище» — межавторский проект, действие которого происходит в современном мире, который подвергся заражению биологическим вирусом, превращающим людей в мутантов. В проект входит 14 книг, Сергей Тармашев написал первую и последнюю.
Книги серии
1. Сергей Тармашев. «Чистилище»
2. Игорь Пронин. «Исход»
3. Александр Золотько. «Янычар»
4. Александр Токунов. «Дар Учителей»
5. Дмитрий Янковский. «Грань»
6. Михаил Кликин. «Турист»
7. Александр Токунов. «Забытые учителя»
8. Игорь Пронин. «Побег»
9. Виктор Глумов. «Живой»
10. Дмитрий Янковский. «Бросок обреченных»
11. Виктор Глумов. «Операция „Призрак“»
12. Михаил Кликин. «Охотник»
13. Дмитрий Янковский. «Амазонки Янычара»
14. Сергей Тармашев. «Чистилище. Финал»

### «Иллюзии»
В центре сюжета — московская старшеклассница Ольга, которая оказалась вовлечена в секретное противодействие древних космических рас за право быть хозяевами Земли. В этом серия «Иллюзия» перекликается с серией «Древний: Предыстория». Так, физическую, нравственную и мировоззренческую подготовку «супергероев» ведёт легко узнаваемая по характеру технологий раса Сияющих, а «суперзлодеи» служат их древним врагам. Обе стороны используют разные способы воздействия на обычных людей, оставаясь незамеченными. Продолжение «Иллюзии» Тармашев объявил отложенным до времени, «когда Оля подрастёт», то есть пять-шесть сюжетных лет должны будут соответствовать такому же числу лет в реальности.
Книги серии
- «Иллюзия» (2017)
- «Иллюзия-2» (2018)

### «Каждому своё»
Мир «каждому свое» рассказывает о начале ядерной катастрофы и идет параллельным сюжетом с первой частью серии книг «Древний». Серия описывает тяготы выживания в современном мегаполисе и раскроет тайну гибели подземного бункера Подземстрой-1 в окрестностях Нижнего Новгорода.
Книги серии
- «Каждому своё» (2017)
- «Каждому своё-2» (2018)
- «Каждому своё-3» (2018)
- «Каждому своё-4» (2019)

### «Жажды власти»
Серия повествует о событиях борьбы за верховную власть в галактике Теутио Тик’Аль (является аналогом реальной Туманности Андромеды), в которой по выбору могучего искусственного интеллекта, созданного волей бога-покровителя, оказались замешаны похищенные жители Земли. События серии охватывают период в один местный год. В конце третьей книги наконец происходит воцарение одного из претендентов, финал является открытым.
Книги серии
1. «Жажда власти» (2017)
2. «Жажда власти 2» (2019)
3. «Жажда власти 3» (2019)
4. «Жажда власти 4. Рестарт» (2023)
5. «Жажда власти 5. Фрагментация» (2023)

### Рассказы
- «Вес счастья в нетто»[3] повествует о спецоперации, заметающей следы начала строительства финансовой аферы.

## Продвижение
Книги Тармашева неоднократно входили в число бестселлеров российских книжных магазинов.
Первая серия «Древнего» была выпущена в 2008 году тиражом 30 тыс. экземпляров. Последующие серии книг выходили тиражом от 25 до 40 тыс. экземпляров до 2012 года. Общая численность выпущенных автором книг превысила 1 млн экземпляров.
В 2014 году студия «West-Games» заявляла, что ведёт разработку игры «Areal: Origins» по мотивам цикла «Ареал».
Тармашев принимал участие в разработке игры «Disciples 3», куда был приглашён на роль редактора литературного текста.
Также по миру «Ареала» читателями проводились ролевые военизированные игры.
В 2019 году вышел аудиоспектакль по книге «Тьма. Рассвет Тьмы», записанный совместными усилиями профессионалов и энтузиастов-любителей. Над его созданием все трудились добровольно и бесплатно. Аудиоспектакль опубликован на официальном сайте Сергея Тармашева с доступностью для бесплатного скачивания.
В 2022 году группа поклонников книг серии «Тьма» выразила желание снять любительский сериал по мотивам книг этой серии. Специально для этого сериала, получившего впоследствии название «Сияние Тьмы», Сергей Тармашев написал сценарий, а также стал его режиссёром. Первые три эпизода (4-й, 5-й и 12-й) сериала вышли в 2023 году и были размещены на YouTube-канале «Тьма. Сияние Тьмы» для бесплатного просмотра.
В 2023 году Сергей Тармашев создал личный Telegram-канал, где выкладывает новости о вышедших и планируемых к выходу книгах, новые серии сериала «Сияние Тьмы», автором и режиссёром которого он является, клипы на песни к сериалу и новые аудиоспектакли по книгам серии «Тьма».

## Отзывы о творчестве
В 2009 году Тармашев получил «антипремию» награды «Большая книга» за цикл «Древний» с формулировкой «за нецелевое использование фантастических средств и бодрый, но бессмысленный перерасход штампов по проекту».
Литературный критик Александр Гаврилов отметил, что «Древний» — «это книжка, которая активно и разумно работает с главными фобиями сегодняшнего дня», с интересным сюжетом и «вполне правдоподобными конфликтами».